# Marta Łabazina
Marta Aleksandrowna Łabazina (ros. Марта Александровна Лабазина, ur. 25 marca 1987) – rosyjska judoczka.
Uczestniczka mistrzostw świata w 2010, 2011, 2013 i 2014. Startowała w Pucharze Świata w latach 2007, 2008, 2010-2012, 2014-2016. Srebrna medalistka mistrzostw Europy w 2013, a także trzykrotna medalistka w drużynie. Trzecia na uniwersjadzie w 2007 i 2013. Mistrzyni Rosji w 2009; druga w 2010 roku.